# Conway (Carolina do Norte)
Conway é uma cidade  localizada no estado norte-americano de Carolina do Norte, no Condado de Northampton.

## Demografia
Segundo o censo norte-americano de 2000, a sua população era de 734 habitantes.
Em 2006, foi estimada uma população de 691, um decréscimo de 43 (-5.9%).

## Geografia
De acordo com o United States Census Bureau tem uma área de
4,7 km², dos quais 4,7 km² cobertos por terra e 0,0 km² cobertos por água. Conway localiza-se a aproximadamente 27 m acima do nível do mar.

## Localidades na vizinhança
O diagrama seguinte representa as localidades num raio de 16 km ao redor de Conway.